# Kleine getijden van de Heilige Geest

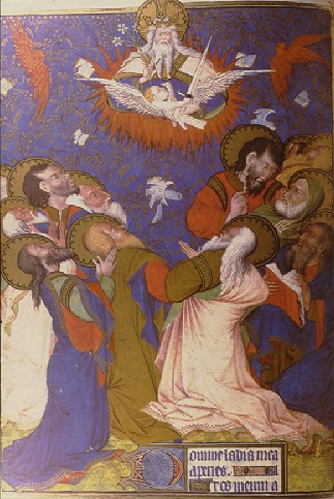
Pinksteren,Rohan-getijdenboek, Rhan-meester.

De Kleine getijden van de Heilige Geest  (ook de Korte getijden van de Heilige Geest (parvum officium) of Uren van de Heilige Geest) maken sinds de veertiende eeuw een bijna vast onderdeel uit van de officies opgenomen in het getijdenboek. 

## Inhoud
In tegenstelling tot de Mariagetijden is de inhoud zeer eenvoudig, er worden geen psalmen of lezingen gebruikt. De korte H. Geestgetijden zijn veel korter dan de Mariagetijden. De structuur van de korte H. Geestgetijden is zeer vergelijkbaar met die van de Korte getijden van het Heilig Kruis.
Een van de veel voorkomende versies begint met de klassieke aanhef van alle gebedsstonden: “Deus in adiutorium meum intende, domine adiuvandum me festina“ (God, kom mij te hulp; Heer haast U mij te helpen). Bij de metten wordt dit voorafgegaan door “Domine labia mea aperies et os meum annunciabit laudem tuam” (Heer open mijn lippen en ik zal Uw lof verkondigen) en bij de completen door “Converte nos deus salutaris noster; et averte iram tuam a nobis” (Bekeer ons God, onze verlosser en keer uw toorn van ons af). Dit openingsvers wordt dan afgesloten met het klassieke “Gloria patri et filio …”
Na deze inleiding volgt een korte hymne ter ere van de Heilige geest. Die wordt gevolgd door een  antifoon en een- of tweemaal een vers en respons. De gebedsstonde wordt telkens afgesloten met een gebed. Dit gedeelte, op de hymne na, is voor alle gebedsstonden identiek. Alleen bij de completen volgt nog een slotgebed de “Recommendatio”.
De hymnes in de verschillende gebedsstonden geven een overzicht van de werken van de Heilige Geest en zijn steun aan de apostelen naast gebeden om bijstand.

Een voorbeeld:
- Metten: De annunciatie met de bevruchting van Maria
- Priem: Een opsomming van de kernfeiten uit het leven van Jezus
- Terts: Pinksteren
- Sext: De zeven gaven van de H. Geest aan de apostelen
- None: Lofzang op de Heilige Geest
- Vespers: Bede om bescherming door de Heilige Geest
- Completen: Vraag om bijstand bij het overlijden

De lauden komen niet voor in de kleine getijden van het Heilig Kruis.
[[Bestandd:Fol. 49v - Pentecôte.jpg|thumb|Grote getijden van Anna van Bretagne.]]

## Plaats in het getijdenboek
Er bestaat geen vaste volgorde voor de gebeden in een getijdenboek, maar de korte H. Geestgetijden gaan meestal samen met de korte Kruisgetijden. Meestal volgen ze op de Mariagetijden. In een aantal getijdenboeken worden ze tussen de Mariagetijden geplaatst. De gelovigen die een getijdenboek gebruikten baden meestal dagelijks minstens de Mariagetijden en soms de korte Kruisgetijden en korte Heilig Geestgetijden. Die gebedsstonden werden gelezen op de aan hun privéleven aangepaste uren van de gebedsstonden. Ze baden dus eerst de metten en de lauden van de Mariagetijden, daarna de metten  van de korte Kruisgetijden om te eindigen met de metten van de Heilig Geestgetijden. Sommige getijdenboeken gingen hun teksten dan ook in die volgorde groeperen.

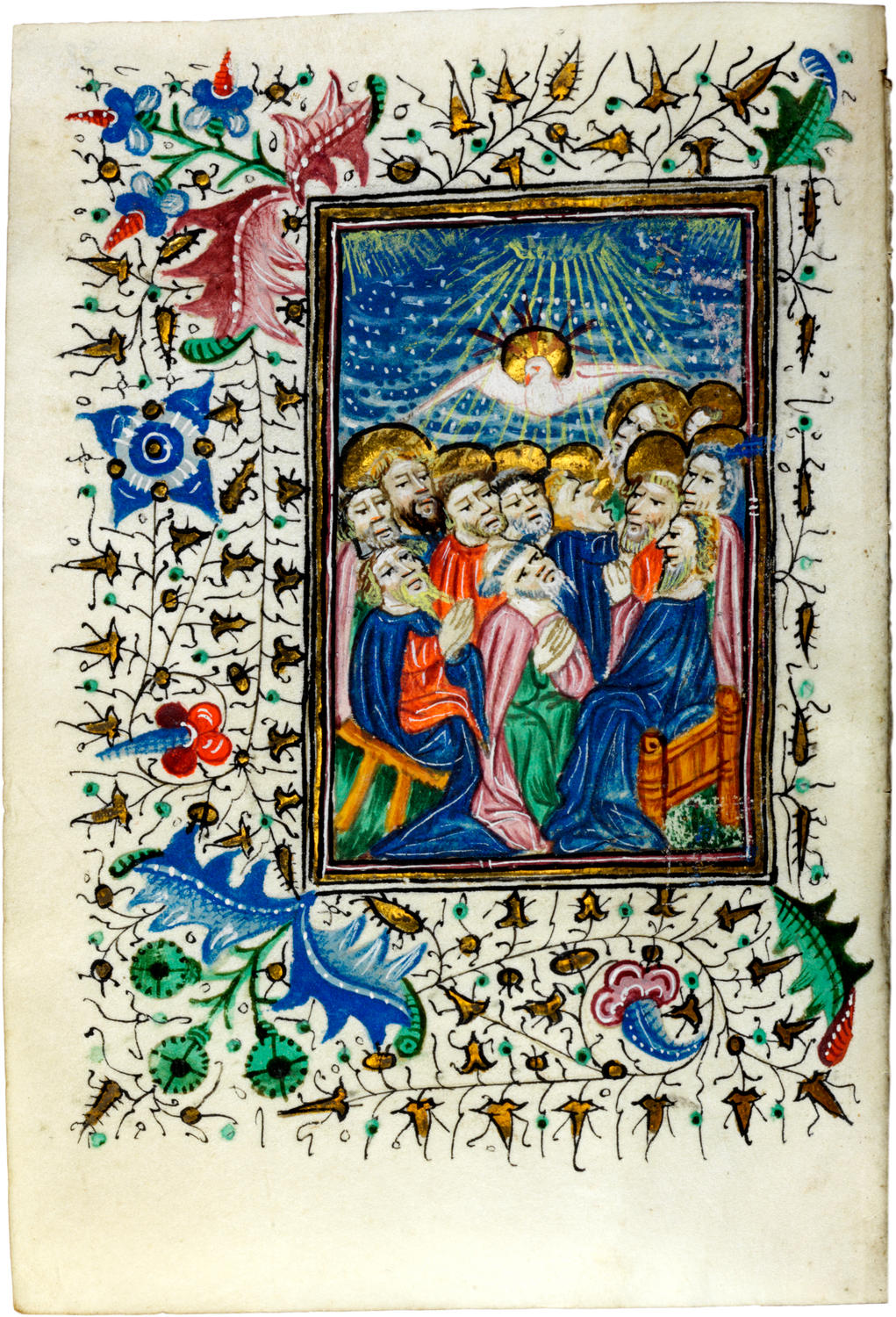
Pinksteren, Van Reynegom-getijdenboek.

## Verluchting
In de meeste getijdenboeken worden de H. Geestgetijden ingeleid met een miniatuur van het pinkstergebeuren.

## Getijdenboeken met kleine getijden van de Heilige Geest
Hierbij een lijst van getijdenboeken waarin de korte H. Geestgetijden voorkomen gesorteerd op datum van creatie. De meeste van de opgegeven jaartallen zijn te beschouwen als “ongeveer”, bijvoorbeeld ‘helft 15e eeuw’ werd vertaald in 1450.
- 1405 Belles heures du duc de Berry.
- 1405 Bedford-getijdenboek.
- 1408 Getijdenboek van maarschalk Boucicaut.
- 1409 Grandes Heures du duc de Berry.
- 1410 Les Très Riches Heures du duc de Berry.
- 1421 Getijdenboek van Isabella Stuart.
- 1423 Rohan-getijdenboek.
- 1430 Van Reynegom-getijdenboek.
- 1440 Getijdenboek van Katharina van Kleef.
- 1450 Getijdenboek van Tavernier.
- 1450 Heures de Jeanne de France.[2]
- 1450 Llangattock-getijdenboek.
- 1452 Getijdenboek van Filips de Goede
- 1455 Getijdenboek van Simon de Varie.
- 1470 Trivulzio-getijdenboek.
- 1470 Zwarte getijdenboek van Galeazzo Maria Sforza.
- 1475 Getijdenboek van Maria van Bourgondië.
- 1475 Zwarte Getijdenboek
- 1485 Ms. Buchanan g.1.[3]
- 1487 Huth-getijdenboek.
- 1489 La Flora-getijdenboek.
- 1490 Sforza-getijdenboek.
- 1498 Zeer kleine getijdenboek van Anna van Bretagne.
- 1500 Getijdenboek Wolfgang Hopyl.
- 1500 Getijdenboek van Johanna van Castilië.
- 1505 Rothschild-getijdenboek.
- 1508 Grote getijden van Anna van Bretagne.
- 1515 Da Costa getijden.
- 1515 Spinola-getijdenboek
- 1523 Bloemen-getijdenboek.
- 1540 Farnese-getijdenboek.